# Station Upper Halliford
Upper Halliford is een spoorwegstation van National Rail in Upper Halliford, Spelthorne in Engeland. Het station is eigendom van Network Rail en wordt beheerd door South Western Railway. Het station is geopend in 1944.